# Raja montagui
Raja montagui е вид акула от семейство Морски лисици (Rajidae). Видът не е застрашен от изчезване.

## Разпространение
Разпространен е в Белгия, Великобритания, Германия, Дания, Ирландия, Испания, Мароко, Нидерландия, Норвегия, Португалия, Франция и Швеция.